# Menispora britannica
Menispora britannica är en svampart som först beskrevs av M.B. Ellis, och fick sitt nu gällande namn av P.M. Kirk 1985. Menispora britannica ingår i släktet Menispora och familjen Chaetosphaeriaceae.   Inga underarter finns listade i Catalogue of Life.